# (428) Monachia

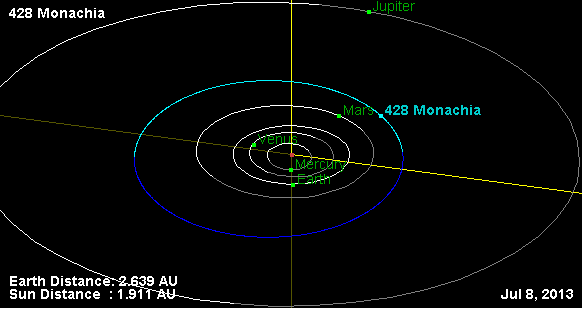
Òrbita de l'asteroide (428) Monachia.

(428) Monachia és un asteroide pertanyent al cinturó d'asteroides descobert per Walther Augustin Villiger des de l'observatori universitari de Múnic, Alemanya, el 18 de novembre de 1897.

## Designació i nom
Monachia va ser designat al principi com 1897 DK.
Més tard es va nomenar amb la versió en llatí del nom de Múnic, una ciutat d'Alemanya i lloc del descobriment de l'asteroide.

## Característiques orbitals
Monachia orbita a una distància mitjana del Sol de 2,307 ua, podent acostar-se fins a 1,894 ua i allunyar-se fins a 2,72 ua. La seva inclinació orbital és 6,199° i l'excentricitat 0,179. Empra a completar una òrbita al voltant del Sol 1280 dies.